# Подростковый возраст

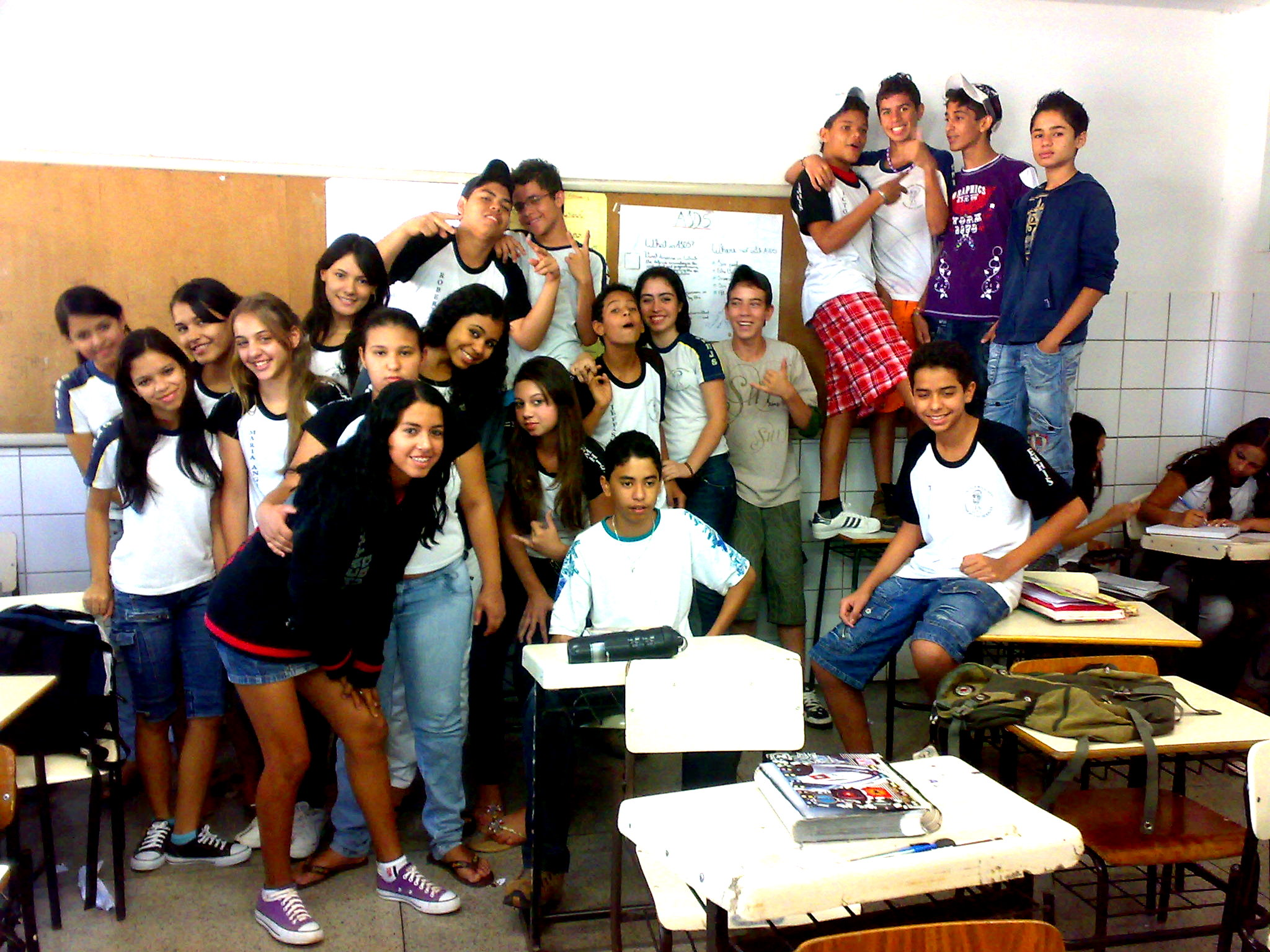
Бразильские подростки

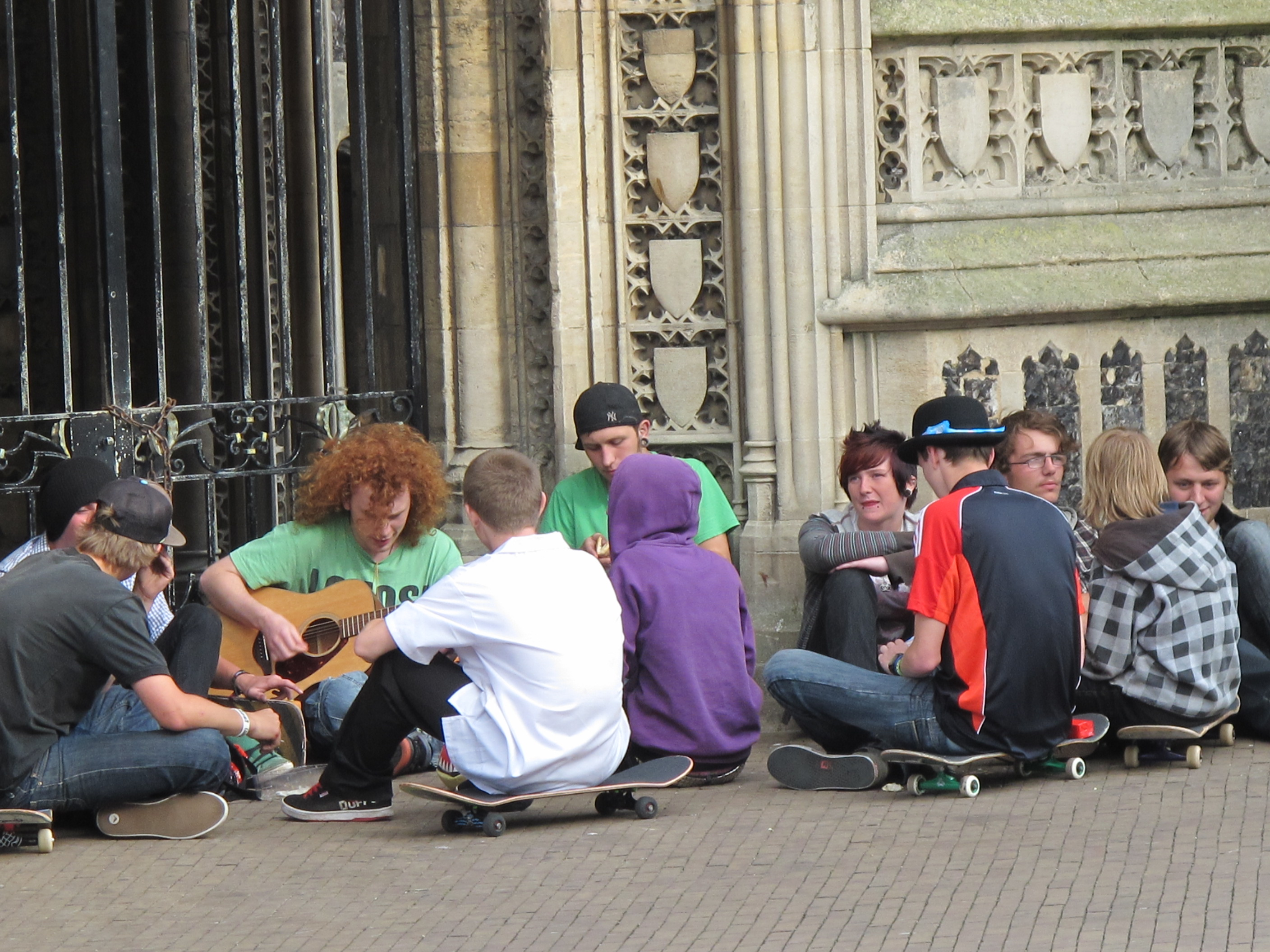
Скейтбордисты в Норидже (Великобритания)

Подростко́вый во́зраст — период в развитии человека, переходный этап между детством и взрослостью. По разным возрастным периодизациям, подростковый возраст наступает в 10—13 лет у девочек, в 11—13 лет у мальчиков, и заканчивается в 15—18 и 16—18 лет соответственно. Всемирная организация здравоохранения определяет подростковый возраст от 10 до 19 лет.
Это один из критических переходных периодов в жизненном цикле, характеризующийся быстрым ростом и изменениями, который уступает только росту и изменениям в младенчестве. В этот период происходят физические, эмоциональные и психологические изменения, которые связаны с половым созреванием, идентификацией с собственной личностью, формированием самооценки и установлением отношений с окружающими людьми.

## Культурно-историческая природа подросткового возраста
Подростковый возраст как отдельно рассматриваемая стадия в развитии человека существовал не всегда.
Филипп Ариес пришёл к выводу, что в Европе до XIX века отсутствовало понятие той возрастной категории, которую сегодня принято называть отрочеством. Ариес полагал, что это понятие появляется лишь в конце XIX века, когда юность становится основной темой в литературе, к ней проявляют внимание моралисты и политики.
Причиной возникновения подросткового возраста стала необходимость этапа подготовки к взрослому возрасту. Социальная и технологическая организация общества настолько усложнилась, что для успешного вхождения в мир взрослых необходим ещё один возрастной период[уточнить].

## Периодизация подросткового возраста
Советский психолог Д. Б. Эльконин разделял подростковый возраст на два периода: младший (12—14 лет) и старший (ранняя юность; 15—17 лет).
Современная наука определяет подростковый возраст в зависимости от страны (региона проживания) и культурно-национальных особенностей, а также пола (от 12 до 17 лет).
Согласно терминологии Фонда Организации Объединённых Наций в области народонаселения (ЮНФПА), подростки — лица в возрасте 10—19 лет (ранний подростковый возраст — 10—14 лет; поздний подростковый возраст — 15—19 лет). По данным ООН, на 2011 год в мире насчитывалось более миллиарда подростков.
Распространённое сейчас слово тинейджер происходит от англ. teen — составной части в названиях чисел от 13 до 19, и англ. age — возраст, то есть тинейджер — буквально, лицо в возрасте 13—19 лет.

## Задачи развития в подростковом возрасте
Подростковый возраст полон противоречий. Д. Б. Эльконин выделял возникающее у подростков чувство взрослости и тенденцию к взрослости. Однако желание быть взрослым вызывает сопротивление со стороны окружающих. Ребёнком он уже себя не ощущает, а взрослым пока тоже не может стать.
Также существует разрыв между половым созреванием и социокультурным развитием. По множеству психологических и физиологических характеристик подросток соизмерим, но не равен взрослому.
В этот период перед подростком стоит задача самосознания и самоопределения в системе ценностей и отношений между людьми.
Р. Хевигхерст выделяет следующие направления развития:
1. В связи с половым созреванием и физическими изменениями подростку необходимо построить новый телесный образ «Я», сформировать полоролевую идентичность;
2. Важно развить навыки межличностного общения, вхождения в группу сверстников;
3. Построить новые отношения в семье на основе эмоциональной независимости и автономии при сохранении материальной и психологической поддержки
4. Развитие абстрактного мышления;
5. Формирование системы ценностей и жизненной философии;
6. Самоопределение в области образования и профессии;
7. Подготовка к семейной жизни.

## Физические изменения и половое созревание
В 12—17 лет у подростков усиливаются вторичные половые признаки. У девочек появляются менструации. К 12—15 годам у мальчиков начинается рост волос на лице, теле, подмышечных впадинах, возникают поллюции — первый признак полового созревания юношей.
В связи с быстрым развитием возникают трудности в функционировании сердца, лёгких, кровоснабжении головного мозга. В подростковом возрасте эмоциональный фон становится неровным, нестабильным.
Благодаря бурному росту и перестройке организма в подростковом возрасте резко повышается интерес к своей внешности. Формируется новый образ физического «Я».

## Психическое развитие в подростковом возрасте
Согласно Д. Б. Эльконину, каждый возрастной период характеризуется социальной ситуацией развития, ведущей деятельностью и психическими новообразованиями:42.

### Социальная ситуация развития
В этом возрасте на первый план выходит общение со сверстником. Именно в общении формируются основные новообразования: возникновения самосознания, переосмысление ценностей, усвоение социальных норм. В этом возрастном периоде оценка сверстника становится важнее оценки учителей и родителей.
Повышаются требования как в школе, так и в семье. Однако часто подросток продолжает восприниматься в семье как ребёнок. От этого возникают многие конфликты. У подростка возникает страстное желание если не быть, то хотя бы казаться и считаться взрослым.

### Ведущая деятельность
В период раннего подросткового возраста общение со сверстниками становится источником развития. В общении со сверстниками подросток учится строить отношения и начинает анализировать себя. Появляется интерес к собственной личности.
Поворот на себя происходит также в учёбе. Подросток учится обращать внимание на собственные качества, сопоставляя себя с другими.
В старшем подростковом возрасте в качестве ведущей деятельности Д. Б. Эльконин выделял учебно-профессиональную деятельность как усвоение системы научных понятий в контексте предварительного профессионального самоопределения.

### Новообразования
В отечественной психологии центральное новообразование подросткового возраста — самосознание — внутреннее ощущение себя индивидуальностью.
Д. Б. Эльконин говорил о чувстве взрослости как о центральном новообразовании:18.
Согласно Л. И. Божович, в этот период жизни происходит изменение отношений подростка к миру и к себе. Подросток формирует своё мировоззрение, свои жизненные планы, что в конечном счёте позволит ему жить самостоятельно.
Ещё одно новообразование — самоопределение. Подросток начинает понимать себя и свои возможности, а также своё место в человеческом обществе и своё назначение в жизни.
В этом возрасте формируется формально-логический интеллект, дивергентное и гипотетико–дедуктивное мышление, рефлексия.

### Подростковые страхи
У подростков имеются детские (возрастные) страхи. Детский психолог А. И. Захаров отмечал, что по данным специального опроса среди подростков в возрасте 10—12 лет абсолютно преобладали природные страхи, а затем доминировали социальные страхи (их пик пришёлся на возраст 15 лет). Выделяют 5 видов социальных страхов у подростков в возрасте от 10—11 лет до 15 лет (или в возрасте от 11—12 лет до 16—17 лет):
1. Страх «быть не собой», то есть стать кем-то другим;
2. Страх провала, осуждения, наказания. Причина — перфекционизм или максимализм подростка, который склонен из единичного факта делать общие выводы без учёта индивидуальных особенностей человека и наклеивать «ярлык» «поражения» или «успеха» вне зависимости от затраченных усилий;
3. Страх физических уродств. Подросток очень сильно переживает из-за постоянных изменений своей внешности в связи с половым созреванием и гормональными всплесками;
4. Страх одиночества;
5. Страх бесперспективности и невозможности самореализации.

Исследование, проведённое среди подростков в возрасте 13—14 лет (Костромская область) показало, что на возникновение социального страха у них большое влияние оказывает такой фактор, как место проживания (город или сельская местность). У городских подростков небольшой по численности жителей Костромы гораздо чаще встречались гелотофобия, страхи буллинга и одиночества, чем у их ровесников из малокомплектных сельских школ. Зато сельские подростки Костромской области намного чаще испытывали страхи осуждения, общения с незнакомыми людьми и наказания.
Страх будущей самостоятельной жизни силён у российских подростков, воспитывавшихся в детском доме. Исследование, которое проводилось в детском доме № 4 города Комсомольск-на-Амуре показало, что воспитанники подросткового возраста боятся повторения судьбы своих «неблагополучных» родителей.

### Психологические потребности
Согласно С. В. Кривцовой и др., в период раннего подросткового возраста (11—12 лет) подросток особенно нуждается во взрослом человеке, который был бы открыт для диалога. Детские психотерапевты предлагают родителям принять правило быть готовыми к разговору каждый раз, когда подросток выражает просьбу об этом:40—41. Возможность хорошего диалога со взрослым важна и для подростка 13—14 лет:42—45;.
Подросткам нужны поддержка и одобрение взрослых:42,:23. С другой стороны, подростку для развития его Я нужны конфликты:46,:5.
Для подростков очень актуальна потребность в общении. При этом одной из проблем в этом возрасте является недостаточная сформированность коммуникативных навыков:122,:60.
Одна из особенностей современных подростков — большая потребность в подвижных детских играх, в которые раньше играли дошкольники и младшие школьники:32.

## Подростковый возраст в различных концепциях развития

### Эпигенетическая теория развития личности Э. Эриксона
Э. Эриксон в своей концепции выделяет подростковый возраст как ключевой в развитии эго-идентичности. По мнению автора, идентичность — это чувство непрерывной самотождественности, целостности, последовательности и уникальности собственной личности.
Молодые люди в период подросткового возраста осуществляют выбор в некоторых жизненных сферах: профессиональное самоопределение, формирование мировоззрения, принятие определённой гендерной и социальной роли. Они активно ищут и экспериментируют, формируя некую целостность, которую Эриксон назвал «первой истинной идентичностью».

### Операциональная концепция развития интеллекта Ж. Пиаже
В подростковом возрасте продолжает развиваться теоретическое рефлексивное мышление. Ж. Пиаже выделяет в этом возрасте стадию формальных операций. Постепенно умственные операции превращаются в единую целостную структуру.
Подросток, абстрагируясь от конкретного, наглядного материала, рассуждает в чисто словесном плане. Подросток может оперировать гипотезами, анализировать абстрактные идеи. В этом возрасте развивается логическое мышление.

### Концепция Л. И. Божович
По мнению Л. И. Божович, все прежние отношения ребёнка к миру и к самому себе перестраиваются. У подростка развивается самосознание и самоопределение.
Формирование самосознания происходит через анализ подростком своей деятельности и своих поступков, в первую очередь анализ учебной деятельности и взаимоотношений со сверстниками.
К концу школы происходит самоопределение подростка, связано оно в первую очередь с выбором профессии. Самоопределение основывается на сложившихся интересах и стремлениях, с учётом возможностей и внешних обстоятельств, опирается на мировоззрение подростка.

## Подросток в современном мире
Авторы доклада ЮНИСЕФ «Положение детей в мире» (2011) отмечают, что подростковый возраст — важный этап развития человека. Ведь именно во втором десятилетии жизни ярко проявляются бедность и неравенство. У молодых людей из бедных слоев общества меньше шансов на получение образования. Они чаще подвергаются насилию. Они привлекаются к тяжёлому труду, их принуждают к ранним бракам. В развивающемся мире у девушек вероятность выйти замуж в возрасте до 18 лет в три раза выше, чем в развитых странах. Ранние браки сопровождаются высокой материнской и детской смертностью, а также нищетой и бедностью. Большинство сегодняшних подростков — 88 % — живут в развивающихся странах. Многие из них сталкиваются с огромными трудностями.
Согласно отчёту Всемирной организации здравоохранения о состоянии здоровья подростков в разных странах мира, молодые люди из этой возрастной категории чаще всего сталкиваются с депрессиями, именно поэтому третьей наиболее распространённой причиной смерти подростков является суицид, который опережают только ДТП и ВИЧ/СПИД. Депрессия также является ведущей причиной подростковой заболеваемости и нетрудоспособности, помимо того депрессия в подростковом возрасте может проявляться в связи с ощущением повышенной ответственности и боязнью ее нести. Некоторые подростки могут испытывать желание остаться в детском возрасте навсегда. В отчёте отдельно отмечается, что выявлена прямая связь между самоубийствами подростков и так называемым буллингом — жёсткой травлей, которая регулярно уносит жизни всё большего числа школьников и студентов.